# L'Honneur des Winslow
Pour plus de détails, voir Fiche technique et Distribution.
L'Honneur des Winslow (The Winslow Boy) est un film de procès britannico-américain réalisé par David Mamet, sorti en 1999.
C'est l'adaptation de la pièce de théâtre du même nom de Terence Rattigan.

## Synopsis
À la Noël 1911, Arthur Winslow, un banquier londonien, prépare les derniers préparatifs d’un dîner pour sceller les fiançailles entre sa fille Catherine, fervente partisane de la cause du suffrage féminin et le capitaine John Watherstone. La famille et les invités portent un toast au mariage à venir quand Arthur découvre que son plus jeune fils Ronnie, un cadet de 13 ans au Royal Naval College d’Osborne, est rentré chez lui plus tôt que prévu. Ronnie a été accusé du vol d’un mandat postal. Une enquête interne, menée sans préavis à sa famille et sans bénéficier d’une représentation, l’a déclaré coupable et M. Winslow a été « prié de retirer » son fils du collège (formule du jour pour l’expulsion). Ronnie proclame son innocence et son père le croit, suffisamment pour qu’il exige des excuses du Collège. Lorsque le collège refuse de réintégrer Ronnie, Arthur décide de porter l’affaire devant les tribunaux. Avec l’aide de sa fille et de Desmond Curry, avocat et ami de la famille, M. Winslow décide d’engager l’avocat le plus recherché d’Angleterre à l’époque, Sir Robert Morton, connu aussi pour être un député de l’opposition avisé.
Le gouvernement n’est pas disposé à permettre que l’affaire aille de l’avant. Le Collège naval est un représentant de l’Amirauté et de la Couronne et, en tant que tel, la loi britannique présume qu’ils sont infaillibles et incontestables; leur jugement ne peut être légalement contesté qu’avec la permission du procureur général. Cependant, après des débats houleux à la Chambre des communes, le gouvernement cède et l’affaire se rend devant les tribunaux. Catherine s’attendait à ce que Sir Robert refuse l’affaire, ou au mieux la traite comme un outil politique ; Au lieu de cela, il est froidement pragmatique d’avoir été persuadé de l’innocence de Ronnie par ses réponses aux questions (en fait, une forme de contre-interrogatoire, pour voir comment Ronnie tiendrait au tribunal) en présence de sa famille. Catherine n’est pas enthousiaste à propos de Morton, qu’elle considère comme froid et sans cœur. Catherine est également troublée par les vues de l’establishment de Sir Robert : il est un opposant conservateur au suffrage féminin. « Il dénonce toujours ce qui est juste », observe-t-elle à son père, bien qu’elle admire ses compétences juridiques. Morton, pour sa part, est manifestement très séduit par Catherine dès le moment où il la rencontre dans ses bureaux; plus tard, il la regarde fixement alors qu’elle arrive à la Chambre des communes et qu’elle regarde les délibérations depuis la tribune des dames.
Entre-temps, l’affaire crée une hystérie médiatique et fait payer un lourd tribut à la famille Winslow – leurs fonds sont rapidement épuisés afin de couvrir les frais juridiques. La santé physique de M. Winslow se détériore sous la pression et le bonheur de la maison des Winslow est détruit. La femme d’Arthur, Grace, commence à se demander si le vrai problème est la justice ou l’orgueil obstiné et stupide d’un père. Forcée de faire des sacrifices économiques, Grace Winslow n’est pas disposée à prendre la mesure drastique de renvoyer Violet, qui est la femme de chambre de la famille depuis plus de vingt ans. Le fils aîné, Dickie Winslow, doit quitter l’Université d’Oxford en raison du manque d’argent, détruisant ses chances de faire carrière dans la fonction publique. Au lieu de cela, il est obligé de trouver un emploi dans la banque de son père. Le règlement du mariage de Catherine a également disparu. Son fiancé John Watherstone rompt leurs fiançailles face à l’opposition de son père (un colonel de l’armée) en raison de la publicité entourant l’affaire, la forçant à considérer une offre de mariage sincère et bien intentionnée de Desmond, qu’elle n’aime pas. Sir Robert a également refusé d’être nommé Lord Chief Justice, plutôt que d’abandonner l’affaire. Le moins touché est Ronnie, qui a été transféré dans une nouvelle école où il se débrouille bien.
Au procès, Sir Robert, en collaboration avec Desmond Curry et son cabinet, est en mesure de discréditer une grande partie des preuves supposées. L’Amirauté, embarrassée et n’ayant plus confiance en la culpabilité de Ronnie, retire brusquement toutes les accusations portées contre lui, proclamant le garçon entièrement innocent. Lorsque leur victoire retentissante arrive, pas un seul membre de la famille Winslow n’est présent au tribunal. C’est Violet, la femme de chambre, qui raconte à M. Winslow et Catherine ce qui s’est passé. Peu de temps après, Sir Robert apparaît dans la maison des Winslow pour expliquer la bonne nouvelle. Le film se termine par une suggestion que la romance pourrait encore fleurir entre Sir Robert et Catherine, qui reconnaît qu’elle l’a mal jugé depuis le début.

## Fiche technique
- Titre original : The Winslow Boy
- Titre français : L'Honneur des Winslow
- Réalisation : David Mamet
- Scénario : David Mamet d’après Terence Rattigan
- Direction artistique : Andrew Munro
- Décors : Trisha Edwards
- Costumes : Consolata Boyle
- Photographie : Benoît Delhomme
- Montage : Barbara Tulliver
- Musique : Alaric Jans
- Pays d'origine : Royaume-Uni - États-Unis
- Format : Couleurs - 35 mm - 1,85:1 - Dolby Digital
- Genre : drame, romance
- Durée : 104 minutes
- Dates de sortie :
  - France : 26 mai 1999 (Festival de Cannes 1999)
  - Royaume-Uni : 29 octobre 1999

## Distribution
- Nigel Hawthorne : Arthur Winslow
- Rebecca Pidgeon : Catherine Winslow
- Jeremy Northam : Sir Robert Morton
- Colin Stinton : Desmond Curry
- Guy Edwards : Ronnie Winslow
- Matthew Pidgeon : Dickie Winslow
- Gemma Jones : Grace Winslow
- Sarah Flind : Violet
- Aden Gillett : John Watherstone
- Neil North : First Lord of the Admiralty

## Distinction
- Festival de Cannes 1999 : sélection en section Un certain regard